# سیارک ۴۶۸۴
سیارک ۴۶۸۴ (به انگلیسی: 4684 Bendjoya، نامگذاری:1978GJ) چهار هزار و ششصد و هشتاد و چهارمین سیارک کشف شده‌است که در ۱۰ آوریل ۱۹۷۸ کشف شد.
قدر مطلق سیارک برابر ۱۳٫۶۰ است.